# Департамент воинских захоронений К. и К. военной комендатуры в Кракове

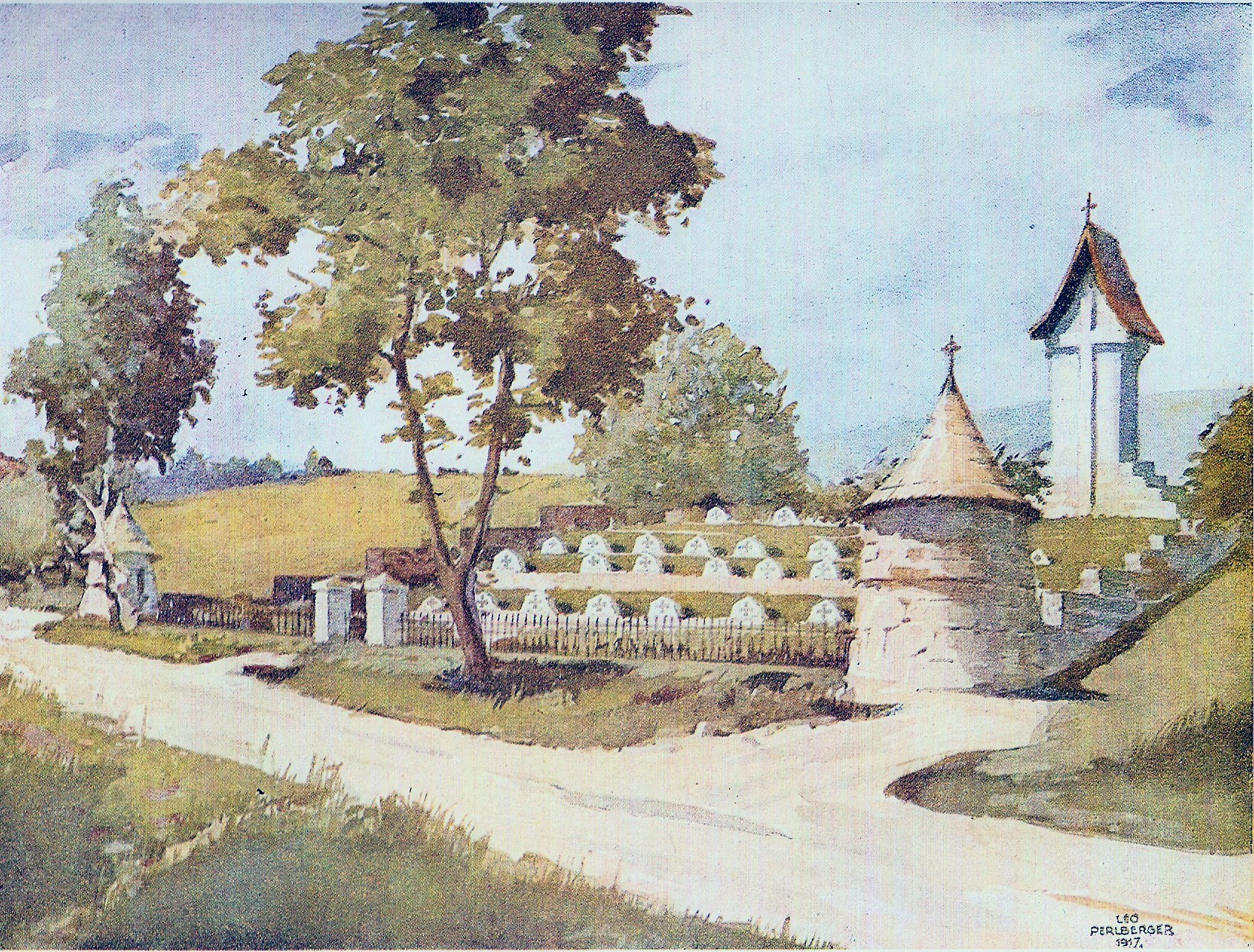
Акварель Лео Перльбергера — одного из служащих Департамента воинских захоронений К. и К. военной комендатуры в Кракове. На акварели изображено Воинское кладбище № 138

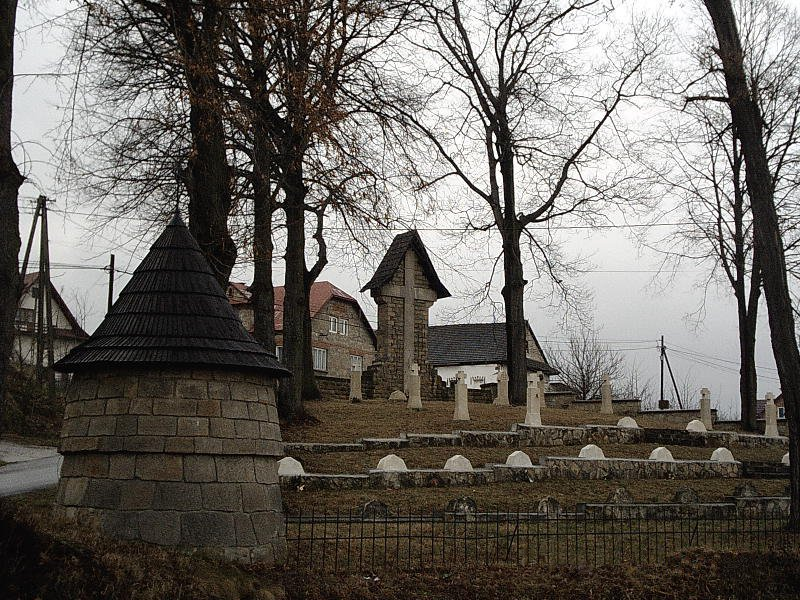
Современный вид Воинского кладбища № 138, Богонёвице, Малопольское воеводство

Департамент воинских захоронений К. и К. военной комендатуры в Кракове (нем. Kriegsgräber-Abteilung K.u.K. Militär-Kommando Krakau, пол. Oddział Grobów Wojennych C. i K. Komendantury Wojskowej w Krakowie) — одно из войсковых подразделений Департамента воинских захоронений Военного Министерства Австро-Венгрии. Это воинское подразделение известно тем, что во время Первой мировой войны занималось захоронением погибших военнослужащих и сооружением воинских захоронений, которые сегодня известны под обобщающим названием «Западногалицийские воинские кладбища». Большинство кладбищ, сооружённых Департаментом воинских захоронений К. и К. военной комендатуры в Кракове, в настоящее время внесены в реестр охраняемых исторических памятников Малопольского и Подкарпатского воеводств.

## История
Департамент воинских захоронений К. и К. военной комендатуры в Кракове был создан 3 ноября 1915 года. Целью этого воинского подразделения было погребение погибших военнослужащих противоборствующих армий, эксгумация их тел, проектирование и сооружение воинских кладбищ. Военное министерство Австро-Венгрии учредило в составе Департамента воинских захоронений 9 локальных департаментов. Три из них действовали на территории Галиции (Краков-Западная Галиция, Пшемысль-Средняя Галиция, Львов-Восточная Галиция).
Департамент воинских захоронений К. и К. военной комендатуры в Кракове действовал в границах Западной Галиции, Тешинской Силезии и части Моравии. На этой территории было сооружено 388 воинских захоронений.

### Организационная структура
Департамент воинских захоронений К. и К. военной комендатуры в Кракове разделялся на следующие отделы:
- Отдел очищения мест сражений, который располагался в Тарнуве;
- Регистрация павших;
- Проектный отдел;
- Художественный отдел;
- Отдел строительства кладбищ;
- Отдел художников;
- Скульптурный отдел;
- Фотографический отдел;
- Отдел зелёного строительства;
- Отдел моделирования.

Территория деятельности Департамента воинских захоронений К. и К. военной комендатуры в Кракове была разделена на XI округов:
- I — Новы-Жмигруд (31 кладбища)
- II — Ясло (31 кладбище);
- III — Горлице (54 кладбище);
- IV — Лужна (27 кладбищ);
- V — Пильзно (27 кладбищ);
- VI — Тарнув (62 кладбища);
- VII — Домброва-Тарновска (15 кладбищ);
- VIII — Бжеско (50 кладбищ);
- IX — Бохня (40 кладбищ);
- X — Лиманова (29 кладбищ);
- XI — Краков (22 кладбища).

Каждый из округов находился под командованием офицера, в подчинении которого был военный инженер. К обязанностям офицера относились разведка местности, выбор места для захоронения, технический дизайн и концепция строительства, доставка строительных материалов и юридическое оформление захоронения.
В Департаменте воинских захоронений К. и К. военной комендатуры в Кракове служило около трёх тысяч человек, в том числе и гражданские лица. Во время существования Департамента было похоронено около 60.829 погибших военнослужащих и эксгумировано около 42.749 тел.
В Департаменте воинских захоронений К. и К. военной комендатуры в Кракове служили известные австро-венгерские скульпторы, архитекторы и художники:
- Душан Юркович
- Ганс Майр
- Ян Щепковский
- Генрик Узембло
- Артур Маркович
- Густав Россман
- Иоганн Ягер